# جيف أندرسون (لاعب كريكت)
جيف أندرسون (29 مارس 1939 في نيوزيلندا - ) (بالإنجليزية: Geoff Anderson)‏ هو لاعب كريكت نيوزلندي.

## وصلات خارجية
- جيف أندرسون على موقع إي آس بي آن كريك إنفو (الإنجليزية)